# Semión Kósberg
Sémion Árievich Kosberg (en ruso: Семен Ариевич Косберг) (Slutsk, 14 de octubre de 1903 - Vorónezh, 3 de junio de 1965) fue un ingeniero ruso de la etapa soviética, especialista en sistemas de propulsión a chorro para aeronaves y cohetes. Fue el principal desarrollador de los sistemas de inyección directa en la Unión Soviética. Al finalizar los años 1950 diseñó a instancias de Serguéi Koroliov una serie de motores cohete para las etapas superiores de los lanzadores espaciales, que siguen siendo utilizados más de 60 años después.

## Formación
Kosberg nació en 1903 en la ciudad de Slutsk, por entonces ubicada en el Imperio Ruso (posteriormente territorio de Bielorrusia), en el seno de una familia judía de herreros. Después de haber ayudado un tiempo a su padre en la forja, se trasladó a Leningrado, donde primero trabajó como obrero siderúrgico y después estudió en el Instituto Politécnico, antes de obtener un diploma de ingeniero en 1930 en el Instituto de Aviación de Moscú.

## Sistema de inyección para motores de aviación
En lo sucesivo trabajó en la puesta a punto de los sistemas de inyección directa de los motores aeronáuticos para el Ministerio de Aviación. En 1941 fue nombrado responsable de una oficina técnica dedicada a los sistemas de inyección que acababa de ser creada en Moscú. Como consecuencia del avance de las tropas alemanas, la oficina fue evacuada a Berdsk (Siberia Occidental), antes de volver a instalarse en 1946 en Vorónezh. Kosberg desarrollaría toda su carrera en esta empresa. Durante la Segunda Guerra Mundial, puso a punto un sistema de inyección directa que permitía incrementar considerablemente la potencia de los motores de los cazas soviéticos. Después de la guerra, su despacho de estudios, convertido en el OKB-154, extendió sus desarrollos a los motores a reacción. Puso a punto igualmente los propulsores impulsados por propergoles líquidos utilizados para asistir al despegue de los aviones.

## Programa espacial soviético
En febrero de 1958, Serguéi Koroliov, que bajo cuya dirección se acababa de colocar el primer satélite artificial en órbita en torno a la Tierra, muy impresionado por una de las realizaciones de Kosberg, llegó a persuadirle para que trabajase igualmente en el campo espacial. Kosberg desarrolló la turbobomba del motor RD-0105 de la etapa superior del  cohete Vostok L, el lanzador de la primera sonda espacial. Más adelante su despacho concibió varios motores-cohete de potencia creciente, como el RD-0109, posibilitando el desarrollo de la astronáutica soviética. Kosberg falleció a consecuencia de un accidente automovilístico el 3 de junio de 1965 en Vorónezh.
Su empresa, rebautizada KB Khimautomatiki en 1966 (abreviado como KBKhA), fabricó durante muchos años motores (RD-0110) utilizados en múltiples cohetes de la familia Soyuz así como los motores RD-0120 de hidrógeno-oxígeno utilizados en el lanzador Energía. La empresa todavía existe y fabrica entre otros los motores RD-0124 usados  en el  Soyuz 2.1b. También frabricaría los motores D-0124MS, que se utilizarían en el futuro cohete Soyuz 5.
Recibió el Premio Lenin en 1960, la Orden de Lenin y varias otras medallas.

## Eponimia
- El cráter lunar Kosberg lleva este nombre en su memoria.